# Suicidio e religioni
Esistono numerose visioni religiose del suicidio.

## Religioni naturali
Stando a Il Ramo d'oro di Frazer sia l'omicidio che il suicidio sono ubiqui e praticati spesso. Addirittura nella sezione sulla morte, il praticante preferisce la morte violenta al declino del corpo.

### Vudù
Nel Vudù è frequente la morte vudù.

### Religioni precolombiane
Le religioni del sud dell'America praticano spesso affiancato al sacrificio umano, anche l'autosacrificio.
Le religioni del nord dell'America praticano il senicidio o per abbandono dell'anziano durante le migrazioni o per autoisolamento dell'anziano, che quindi morirà di fame e di stenti.

### Paganesimo
In generale i pagani hanno una buona visione del suicidio.

## Religioni Dharma

### Induismo
Nella pratica della Prayopavesa il suicidio è totalmente accettato.

### Giainismo
Nella pratica della Sallekhana il suicidio è totalmente accettato.

### Buddismo
Nella pratica del Sokushinbutsu il suicidio è implicato e accettato.
Swami Vivekananda è morto per suicidio, e, contemporaneamente, ha raggiunto il moksha durante la meditazione.
Per il Buddismo, le azioni passate influenzano le esperienze presenti dell'individuo; le azioni presenti, a loro volta, diventano influenza per le esperienze future (la dottrina del karma). L'azione intenzionale della mente, del corpo o del linguaggio ha una reazione. Tale reazione, o ripercussione, è la causa delle condizioni e delle differenze in cui ci imbattiamo nel mondo.
Il Buddismo insegna che tutte le persone sperimentano una sofferenza sostanziale (Duḥkha), la quale ha origine prima di tutto dalle gesta negative del passato (in modo karmico), o in quanto parte del samsara, il ciclo della nascita e della morte. Altre ragioni per la sofferenza dell'esperienza individuale sono la transitorietà (anitya) e l'illusione (māyā). Poiché ogni cosa è in uno stato costante di transitorietà o di flusso, gli individui rimangono insoddisfatti dai fugaci eventi della vita. Per uscire dalla samsara, il Buddismo invoca il Nobile Ottuplice Sentiero.
Per i Buddisti, poiché il primo precetto dice di trattenersi dalla distruzione della vita, compresa la propria, il suicidio è chiaramente una forma di azione negativa. Tuttavia, a differenza del Cristianesimo e di altre religioni occidentali, il Buddismo non condanna il suicidio, ma piuttosto ne annuncia le ragioni. Un'antica ideologia asiatica simile al seppuku (hara-kiri) continua ad influenzare i Buddisti oppressi verso la scelta dell'atto del suicidio d'onore, per esempio il suicidio di Thích Quảng Đức per auto-immolazione per protestare contro il governo di Ngô Đình Diệm in tal modo può essere visto più come un suicidio d'onore e come una protesta. Anche in tempi moderni, i monaci Tibetani hanno usato tale ideale per protestare contro l'occupazione cinese del Tibet e contro le violazioni dei diritti umani compiute dalla Cina contro i tibetani.

## Religioni abramitiche

### Ebraismo
L'Ebraismo, alla luce della sua grande attenzione per la santità della vita, ha considerato il suicidio come uno dei peccati più gravi, ma soltanto a partire dalla tarda età antica, come si desume dalla letteratura sotto riportata . Il suicidio non è sempre stato vietato dalla legge ebraica in tutti i casi. Non è visto come un'alternativa accettabile, anche se si è costretti a commettere alcuni peccati cardinali per i quali si dovrebbe rinunciare alla vita piuttosto che peccare. Assistere a un suicidio e chiedere assistenza per un suicidio (creando complicità) è altresì vietato, ma soltanto in interpretazioni posteriori alla piena età ellenistica, come violazione del Levitico 19:14 “Non porre alcuno scoglio davanti al cieco”, poiché i Rabbini interpretarono il verso come proibizione di qualunque tipo di ostacolo: teologico (per esempio, convincere le persone a credere in false dottrine), economico (dare cattivi consigli finanziari) o in caso di ostacoli morali, così come fisici.
Ciò non ha impedito alla cultura ebraica di ricordare come un fatto positivo e di alto contenuto morale il suicidio-omicidio del Giudice Sansone, che si leva la vita e la leva ai Filistei da cui era stato fatto prigioniero e accecato dopo essere stato catturato dalla sua amante Dalila (Giudici, XVI:18-20), come narrato in quel libro stesso dell'Antico Testamento:
(Giudici, XVI:28-30)
Il divieto di suicidio non è riportato specificatamente nel Talmud. Il trattato post-talmudico Semahot (Ebel Rabbati) 2:1-5 fornisce le basi per molte delle successive leggi ebraiche sul suicidio, insieme alla Genesi Rabbah 34:13, che basa la proibizione biblica sulla Genesi 9:5 “E certamente il sangue delle vostre vite Io richiederò”.
Secondo il Chassidismo, l'anima discende in questo mondo per compiere una missione, che non può essere compiuto nei “mondi spirituali”. Questa è l'interpretazione Chassidica dell'affermazione Talmudica “Un secondo nel mondo che verrà è più piacevole dell'intera vita in questo mondo. Ma una buona azione in questo mondo è più importante dell'intera eternità nel mondo che verrà” (Etica dei Quattro Padri, Mishna). Secondo la scuola Chabad del Chassidismo, nonostante gli esseri spirituali (anime e angeli che vivono nei mondi spirituali) abbiano accesso alla conoscenza dell'esistenza di Dio, essi non hanno accesso all'Essenza di Dio. Nel corso dell'esecuzione dei Comandamenti della Torah, il corpo e l'anima di una persona ottengono l'accesso all'Essenza del Creatore (giacché la Torah rappresenta la volontà di Dio, che è tutt'uno con la sua essenza) e purificano sia il corpo che l'anima, così come il mondo fisico. La purificazione del mondo fisico attraverso l'adempimento dei Comandamenti condurrà infine all'Era Messianica, che è l'obiettivo e il fine della Creazione. Quindi, la vita nel mondo fisico fornisce all'anima di una persona un'unica opportunità, e rifuggire consapevolmente e deliberatamente tale opportunità viene considerato un peccato grave.
Il Comitato sulle Leggi e sugli Standard Ebraici, il corpo degli studiosi di Legge Ebraica nell'Ebraismo Conservatore, ha pubblicato una responsa sul suicidio nel numero dell'Estate del 1998 del ‘'Ebraismo Conservatore'’, Vol. L, N°4. Tale responsa dichiara solennemente la proibizione, rivolgendosi poi alla tendenza crescente di Americani ed Europei che cercano assistenza per il suicidio. Il comitato crede che noi siamo obbligati a determinare le cause per le quali alcuni cercano aiuto per il suicidio e a migliorare queste circostanze.
La risposta Conservatrice dichiara:
“…coloro che commettono suicidio e coloro che aiutano altri nel compierlo agiscono al di fuori di una pletora di motivi. Alcune di queste ragioni sono ben poco nobili, comprendendo, per esempio, il desiderio dei figli di vedere il Padre e la Madre morire in fretta così da non sprecare la loro eredità in “futili” cure mediche, o il desiderio delle compagnie assicurative di spendere meno soldi possibile sui malati terminali.”
Il saggio dice che la risposta appropriata al dolore non è il suicidio, bensì un migliore controllo del dolore e un maggiore utilizzo di farmaci contro il dolore. Si afferma che molti dottori mantengono deliberatamente tali pazienti in situazioni di dolore rifiutandosi di somministrare gli antidolorifici necessari: alcuni lo fanno per ignoranza, altri per evitare una possibile dipendenza da droghe, altri ancora per un fuorviato senso di stoicismo. L'Ebraismo Conservatore considera tali forme di ragionamento come “bizzarre” e crudeli, poiché con i farmaci odierni non vi è alcuna ragione perché le persone debbano vivere in una tortura continua.
L'articolo poi investiga sulle radici fisiologiche della disperazione provata da alcuni pazienti, e asserisce:
"I medici o altri cui è stato chiesta assistenza per morire dovrebbero riconoscere che le persone che contemplano il suicidio sono spesso sole, senza qualcuno che si interessi della continuazione o meno della loro vita. Invece di assistere i pazienti nella morte, la risposta appropriata in tali circostanze è quella di fornire al paziente un gruppo di persone che riaffermino chiaramente e ripetutamente il proprio interesse nel fatto che il paziente continui a vivere…Le richieste di morte, dunque, devono essere valutate in termini di gradi di sostegno sociale che il paziente ha, poiché simili richieste spesso vengono ritirate non appena qualcuno dimostra interesse nei confronti del paziente. In quest'era di individualismo e di famiglie spezzate e sparse, e nel contesto antisettico degli ospedali dove i in genere i moribondi trovano se stessi, il mitzvah di visitare i malati (‘'bikkur Holim'’) diviene fondamentale per sostenere la volontà di vivere.”
L'Ebraismo possiede molti insegnamenti sulla pace ed il compromesso che presentano la violenza fisica come l'ultima delle opzioni possibili. Sebbene uccidere se stessi sia proibito sotto la normale Legge Ebraica, in quanto negazione della bontà di Dio nel mondo, in circostanze estreme (quando non pare esservi altra scelta se non essere uccisi o costretti a tradire la propria religione) gli Ebrei hanno commesso suicidio, o suicidio di massa, come testimoniano i casi di Sansone e dei difensori di Masada nel 74. Come triste promemoria di quei tempi, vi è persino una preghiera nella liturgia ebraica per “quando il coltello è alla gola”, per coloro che muoiono “per santificare il Nome di Dio”. (vedi: Martirio). Questi atti hanno ricevuto risposte varie da parte delle autorità Ebraiche: alcuni li considerano martiri eroici, e altri dicono che mentre gli Ebrei dovrebbero sempre avere la volontà di affrontare il martirio se necessario, è stato errato essersi tolti la vita.
Poiché l'Ebraismo si concentra su questa vita, molte domande relative alla sopravvivenza e al conflitto (come il classico dilemma morale delle due persone in un deserto che hanno acqua sufficiente affinché solo uno dei due si salvi) vennero analizzate in profondità dai rabbini all'interno del Talmud, nel tentativo di comprendere i principi che una persona buona dovrebbe seguire in simili circostanze.

### Cristianesimo

#### Cristianesimo delle origini
Ci sono nove suicidi nella Bibbia;  il più noto si trova in Matteo 27:3, il suicidio di Giuda Iscariota dopo aver tradito Gesù.
Il gruppo pro-suicidio più antico fu quello dei Donatisti, i quali erano convinti che uccidendosi avrebbero potuto raggiungere il martirio e andare dunque in Paradiso: essi vennero dichiarati eretici.

Nel V secolo Sant’Agostino scrisse il libro La città di Dio, in cui vi è la prima condanna del suicidio del Cristianesimo. La base biblica per tale condanna fu l'interpretazione del comandamento “Non ucciderai”, mentre altre giustificazioni vanno fatte risalire al “Fedro” di Platone. Sant'Agostino sostiene che il suicida pecca contro Dio e commette un'ingiustizia nei confronti della comunità. Egli scrive: 
Noi, e non senza ragione, non troviamo mai nei libri canonici un punto in cui sia comandato o permesso da Dio di uccidersi né per la gloria immortale né per liberarsi da un male o per evitarlo. Anzi, dobbiamo intendere che ci sia stato proibito, dove la legge dice: "Il prossimo tuo [....] non ucciderai": dunque né altri né te stesso: infatti chi uccide se stesso, non uccide altri se non un uomo.
Nel VI secolo il suicidio divenne un peccato religioso ed un crimine laico. Nel 533, coloro che commettevano suicidio non solo venivano accusati di un crimine, ma si vedevano negare una sepoltura Cristiana. Nel 562, tutti i suicidi vennero puniti in tal modo. Nel 693, persino il tentato suicidio divenne un crimine ecclesiastico, che poteva essere punito con la scomunica, con le derivanti conseguenze civili. Leggi civili e criminali vennero adottate per scoraggiare il suicidio, ma anche per negare una sepoltura appropriata, degradando così il corpo. La proprietà e i possedimenti del defunto e della sua famiglia venivano confiscati.

#### Cattolicesimo moderno
Nel XIII secolo Tommaso d'Aquino definí il suicidio come un atto contro Dio e come un peccato del quale non ci si sarebbe potuti pentire; il suicidio è da lui ritenuto anche un crimine contro la giustizia e la comunità.

Il primo Codice di diritto canonico rimasto in vigore dal 1917 al 1983 al canone 1240 paragrafo 1 esplicitamente proibiva la sepoltura di diverse categorie di persone considerate "peccatori pubblici e manifesti"; tra esse erano compresi anche i suicidi: 
se prima della morte non diedero un qualche segno di pentimento, siano privati della sepoltura ecclesiastica... coloro che si uccisero con una scelta deliberata.
Il nuovo Codice di diritto canonico, in vigore dal 1983, aggiorna il precedente canone 1240 con il nuovo canone 1184, nel quale è assente ogni riferimento ai suicidi. Dunque il divieto formale di sepoltura per i suicidi è da considerarsi abolito a partire dal 1983.

Nel Cattolicesimo la morte per via di un atto di suicidio liberamente scelto è ancora considerata un peccato grave. Il principale argomento cattolico è che la propria vita è proprietà di Dio e distruggere tale vita vuol dire imporre il proprio dominio su ciò che è di Dio. Il Catechismo della Chiesa Cattolica del 1992 tratta del suicidio all'interno del capitolo dedicato al comandamento "Non uccidere", nei numeri 2280-2283:
2280 Ciascuno è responsabile della propria vita davanti a Dio che gliel'ha donata. Egli ne rimane il sovrano Padrone. Noi siamo tenuti a riceverla con riconoscenza e a preservarla per il suo onore e per la salvezza delle nostre anime. Siamo amministratori, non proprietari della vita che Dio ci ha affidato. Non ne disponiamo.
2281 Il suicidio contraddice la naturale inclinazione dell'essere umano a conservare e a perpetuare la propria vita. Esso è gravemente contrario al giusto amore di sé. Al tempo stesso è un'offesa all'amore del prossimo, perché spezza ingiustamente i legami di solidarietà con la società familiare, nazionale e umana, nei confronti delle quali abbiamo degli obblighi. Il suicidio è contrario all'amore del Dio vivente.
2282 Se è commesso con l'intenzione che serva da esempio, soprattutto per i giovani, il suicidio si carica anche della gravità dello scandalo. La cooperazione volontaria al suicidio è contraria alla legge morale. Gravi disturbi psichici, l'angoscia o il timore grave della prova, della sofferenza o della tortura possono attenuare la responsabilità del suicida.

2283 Non si deve disperare della salvezza eterna delle persone che si sono date la morte. Dio, attraverso le vie che egli solo conosce, può loro preparare l'occasione di un salutare pentimento. La Chiesa prega per le persone che hanno attentato alla loro vita.

#### Protestantesimo moderno
I cristiani conservatori (evangelici, carismatici e pentecostali) hanno spesso sostenuto che, poiché il suicidio consiste in un auto-omicidio, chiunque commetta suicidio sta peccando allo stesso modo in cui peccherebbe se stesse uccidendo un altro essere umano. Un certo numero di figure bibliche hanno commesso (o tentato) il suicidio; le più note sono Saul e Giuda Iscariota. Anche se il suicidio è certamente inquadrato sotto una luce negativa nella Bibbia, non vi è tuttavia alcun verso specifico che affermi esplicitamente che il suicidio conduca direttamente all'inferno. Poiché Cristo ha preso il castigo per tutti i peccati dell'umanità, ed il suicidio è visto come un peccato, il risultato sarebbe che la persona che commette suicidio non sarebbe colpevole, e che tutti i suoi peccati (incluso l'uccisione di sé stesso) sarebbero coperti da Cristo (Seconda lettera ai Corinzi 5:21). Di conseguenza, alcuni credono che ai cristiani che commettono suicidio sia concesso comunque il paradiso.

#### Testimoni di Geova
I Testimoni di Geova affermano che secondo le Scritture la vita è un dono di Dio e come tale preziosa e sacra per Lui (Genesi 9:5; Salmo 36:9). Nonostante tutto «la Bibbia menziona un motivo fondamentale per cui molti sprofondano nella disperazione. Spiega che viviamo in “tempi difficili”. Le pressioni della vita sono sempre più insostenibili. (2 Timoteo 3:1; Ecclesiaste 7:7) Quando ci si sente schiacciati dall’angoscia, si può vedere nel suicidio un modo per porre fine alle proprie sofferenze»,per cui una persona fortemente depressa può essere facile preda di pensieri suicidi. I Testimoni comunque non giudicano la persona suicida, sostengono infatti che tale giudizio appartiene esclusivamente a Dio che conosce "i cuori" e "le ragioni" più intime di ogni singolo individuo. Per la prevenzione del suicidio sono convinti che oltre l'aiuto di specialisti come dottori e psicologi di un centro di salute mentale, un aiuto fondamentale è la preghiera rivolta a Dio (Proverbi 3:5,6; Salmo 34:18) e l'assistenza amorevole che "fratelli" e "sorelle" della congregazione possono prestare a chi ha avuto pensieri suicidi.

### Islam
L'Islam, come le altre religioni abramitiche, considera il suicidio uno dei peccati maggiori e completamente dannoso per il proprio viaggio spirituale. Un verso nella quarta sūra del Corano, detta al-Nisāʾ (delle Donne):
“29. O voi che credete, non divorate vicendevolmente i vostri beni, ma commerciate con mutuo consenso, e non uccidetevi da voi stessi*. Allah è misericordioso verso di voi.
- [Si tratta della proibizione del suicidio, ma anche, più generalmente, dell'omicidio. L'Islàm inoltre non ammette nessuna forma di eutanasia: la vita appartiene ad Allah, Egli è Colui Che fa vivere e Che fa morire.

30. Chi commette questi peccati iniquamente e senza ragione, sarà gettato nel Fuoco; ciò è facile per Allah.
(4:29-30)
La maggior parte degli studiosi e dei sapienti musulmani considera il suicidio Harāḥarām o proibito in qualunque circostanza, compresi gli attacchi suicidi e spesso citano il summenzionato verso come un chiaro comandamento che vieta il suicidio.
Il divieto di suicidio è stato riscontrato anche in diversi ḥadīth (detti del profeta) autentici tra cui:
«Tra coloro che vi precedettero c’era un uomo ferito, che soffriva molto, così prese un coltello e si tagliò i polsi in modo da morire dissanguato. Allah disse: “Il mio servo ha affrettato la fine della sua vita, e io gli ho chiuso le porte del Paradiso”».
Riferito da Al-Bukhari (3463) e Muslim (321)
«Chiunque si getti da una montagna e muoia, sarà nel fuoco dell'Inferno, e continuerà a precipitare in esso perpetuamente e vi risiederà eternamente. Chiunque beva del veleno con l'intenzione di uccidersi (e muore a causa di esso), il veleno sarà nella sua mano e lo berrà perpetuamente nel fuoco dell'inferno, risiedendovi per sempre. Chiunque commetta suicidio con un arnese di ferro, questo stesso arnese sarà nella sua mano ed entrerà nel suo stomaco nel fuoco dell'inferno, e vi risiederà perpetuamente».
Riferito da Al-Bukhari (1365)
Ciò non ha impedito che al suicidio-omicidio ricorressero nel XX e XXI secolo non pochi musulmani terroristi, tanto in Israele o nei territori occupati palestinesi, quanto in Iraq, Pakistan o Afghanistan, con la giustificazione che il loro operato possa essere ricondotto al martirio per la fede islamica.